# Sjachtjor Karaganda

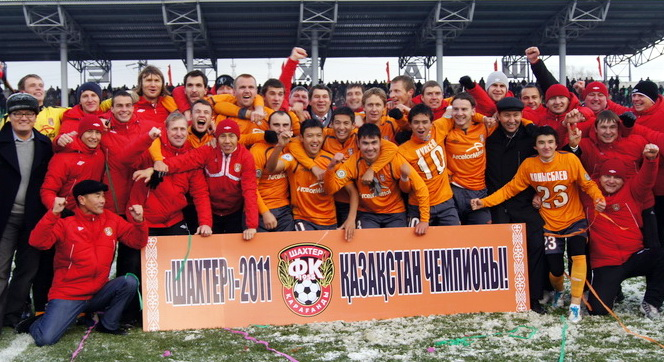
Team van 2011

Sjachtjor Karaganda (Kazachs Шахтёр ФК Қарағанды; Shahtıor Qaraǵandy) is een Kazachse voetbalclub uit Karaganda (Qarağandı).
De club werd in 1958 opgericht als FK Sjachtjor Karagandá (Russisch ФК Шахтёр Караганда) en verbleef elf seizoenen in de Pierwaja Liga (eerste divisie, het tweede niveau in de USSR). Vier jaar na de oprichting - als jaar van oprichting gold in de Sovjet-Unie overigens het jaar waarin de club een professionele status kreeg - won Sjachtjor zelfs de promotiewedstrijd met het Wit-Russische FK Lokomotive Gomel met 1-0 (na verlenging), maar de autoriteiten van de Kazachse SSR kozen ervoor om FK Kairat Alma-Ata in de hoogste divisie te laten uitkomen. Ook in 1967 was de kompelclub (Sjachtjor betekent mijnwerker) dicht bij promotie naar de hoogste Sovjet-divisie, maar ditmaal werd er met 0-1 verloren van FK Dinamo Kirovabad. In 1973 degradeerde de club uit de Pierwaja Liga en kwam terecht in de competitie van de Kazachse SSR, op dat moment het derde niveau in de USSR; daarin werd de club in 1982 en 1983 kampioen.
Na de onafhankelijkheid van Kazachstan in 1991 gaat de club verder als Sjachtjor Karaganda. Van 1997 tot en met 2001 heet de club Sjachtjor-Ispat Karmet FK (Kazachs Шахтёр-Испат-Кармет ФК). Lange tijd is de club middenmoter in de Premjer-Liga, maar samen met Irtysj Pavlodar wel de enige club die vanaf 1992 onafgebroken op het hoogste Kazachse niveau uitkomt. In 2008 wordt de club, samen met Vostok FK Öskemen, eerst uit de competitie genomen wegens corruptie, maar na protest krijgt de club acht punten in mindering. In 2011 wordt de ploeg voor het eerst landskampioen; ze herhaalt dit in 2012.
In het seizoen 2013/14 is de club dicht bij een stunt: de ploeg dreigt ten koste van het Schotse Celtic als eerste Kazachse vereniging de groepsfase van de Champions League te bereiken als Celtic in de blessuretijd toeslaat: na de 2-0 in Karaganda wint de Schotse formatie met 3-0. Voor Şaxtyor blijft als troost de wetenschap dat het in ieder geval de eerste Kazachse club is die de groepsfase van de Europa League bereikt, waarin de ploeg vierde en laatste werd en het onder andere opname tegen het Nederlandse AZ.

## Erelijst
- Kampioen van de Pierwaja Liga (USSR)

1962, 1967
- Kampioen van de Kazachse SSR

1982, 1983
- Kampioen van Kazachstan

2011, 2012
- Beker van Kazachstan

Winnaar: 2013
Finalist: 2009, 2010, 2021
- Supercup van Kazachstan

Winnaar: 2013
Finalist: 2012

## Historie in dePremjer-Liga
| Jaar | Competitie   | Prestatie                                                    | (Naam)                    |
| ---- | ------------ | ------------------------------------------------------------ | ------------------------- |
| 1992 | Topdivisie   | 2de plaats in voorrondegroep B, 7de in de kampioensgroep     |                           |
| 1993 | Topdivisie   | 3de plaats in voorrondegroep B, 6de in de kampioensgroep     |                           |
| 1994 | Topdivisie   | 6de plaats in de competitie                                  |                           |
| 1995 | Topdivisie   | 3de plaats in de competitie                                  |                           |
| 1996 | Topdivisie   | 8de plaats in de competitie                                  |                           |
| 1997 | Topdivisie   | 4de plaats in de competitie                                  | Sjachtjor-Ispat Karmet FK |
| 1998 | Topdivisie   | 9de plaats in de competitie                                  | Sjachtjor-Ispat Karmet FK |
| 1999 | Topdivisie   | 10de plaats in de competitie                                 | Sjachtjor-Ispat Karmet FK |
| 2000 | Topdivisie   | 5de plaats in de competitie                                  | Sjachtjor-Ispat Karmet FK |
| 2001 | Topdivisie   | 12de plaats in de competitie                                 | Sjachtjor-Ispat Karmet FK |
| 2002 | Superliga    | 5de plaats in de voorronde, 6de plaats in de eindronde       |                           |
| 2003 | Superliga    | 10de plaats in de competitie                                 |                           |
| 2004 | Superliga    | 9de plaats in de competitie                                  |                           |
| 2005 | Superliga    | 4de plaats in de competitie                                  |                           |
| 2006 | Superliga    | 4de plaats in de competitie                                  |                           |
| 2007 | Superliga    | 3de plaats in de competitie                                  |                           |
| 2008 | Premjer-Liga | 7de plaats in de competitie                                  |                           |
| 2009 | Premjer-Liga | 3de plaats in de competitie                                  |                           |
| 2010 | Premjer-Liga | 6de plaats in de competitie                                  |                           |
| 2011 | Premjer-Liga | 1ste plaats in de competitie en kampioen                     |                           |
| 2012 | Premjer-Liga | 1ste plaats in de competitie en kampioen                     |                           |
| 2013 | Premjer-Liga | 3e plaats in de competitie, 4e plaats in de kampioensgroep   |                           |
| 2014 | Premjer-Liga | 4e plaats in de competitie, 6e plaats in de kampioensgroep   |                           |
| 2015 | Premjer-Liga | 10e plaats in de competitie, 4e plaats in de degradatiegroep |                           |
| 2016 | Premjer-Liga | 10e plaats in de competitie, 3e plaats in de kampioensgroep  |                           |
| 2017 | Premjer-Liga | 7e plaats in de competitie                                   |                           |
| 2018 | Premjer-Liga | 8e plaats in de competitie                                   |                           |
| 2019 | Premjer-Liga | 8e plaats in de competitie                                   |                           |

## In Europa
Sjachtjor Karaganda speelt sinds 2006 in diverse Europese competities. Hieronder staan de competities en in welke seizoenen de club deelnam:
- Champions League (2x)

2012/13, 2013/14
- Europa League (4x)

2010/11, 2011/12, 2013/14, 2014/15
- Europa Conference League (1x)

2021/22
- UEFA Cup (1x)

2008/09
- Intertoto Cup (1x)

2006

## Bekende (ex-)spelers
- Kajrat Asjirbekov
- Sjpëtim Babaj
- Sergej Chizjnitsjenko
- Andrej Finontsjenko
- Viorel Frunză
- Oleg Kornienko
- David Loria
- Levan Melkadze
- Mihails Miholaps
- Jimmy Mulisa
- Nikola Pokrivač
- Eduard Sergienko
- Moerat Soejoemagambetov
- Desley Ubbink
- Denis Volodin

Aqtöbe ·
Astana ·
Atıraw ·
FC Elimai ·
Jeńis ·
Jetisu FK Taldıqorğan ·
Maqtaaral ·
Kairat ·
Ordabası ·
Qaysar FK Qızılorda ·
Qyzyl-Jar ·
Sjachtjor ·
Tobyl ·
Turan FK